# Северо-центральная часть штата Мату-Гросу-ду-Сул (мезорегион)
Северо-центральная часть штата Мату-Гросу-ду-Сул (порт. Mesorregião do Centro-Norte de Mato Grosso do Sul) — административно-статистический мезорегион в Бразилии. Входит в штат Мату-Гросу-ду-Сул. Население составляет 991 025 человек (на 2010 год). Площадь — 69 923,643 км². Плотность населения — 14,17 чел./км².

## Демография
Согласно сведениям, собранным в ходе переписи 2010 г. Национальным институтом географии и статистики (IBGE), население мезорегиона составляет:
| Полное население                            | Полное население                            | Полное население                            | Полное население                            | 991 025 |
| ------------------------------------------- | ------------------------------------------- | ------------------------------------------- | ------------------------------------------- | ------- |
| в том числе:                                | Городское население                         | 924 798                                     | Процент городского населения, %             | 93,32   |
|                                             | Сельское население                          | 66 227                                      | Процент сельского населения, %              | 6,68    |
|                                             | Мужское население                           | 486 530                                     | Процент мужского населения, %               | 49,09   |
|                                             | Женское население                           | 504 495                                     | Процент женского населения, %               | 50,91   |
| Плотность населения, чел/км²                | Плотность населения, чел/км²                | Плотность населения, чел/км²                | Плотность населения, чел/км²                | 14,17   |
| Население мезорегиона в % к населению штата | Население мезорегиона в % к населению штата | Население мезорегиона в % к населению штата | Население мезорегиона в % к населению штата | 40,47   |

## Статистика
- Валовой внутренний продукт на 2003 год составляет 6 920 414 286,00 реалов (данные: Бразильский институт географии и статистики).
- Валовой внутренний продукт на душу населения на 2003 год составляет 7701,55 реалов (данные: Бразильский институт географии и статистики).
- Индекс развития человеческого потенциала на 2000 год составляет 0,801 (данные: Программа развития ООН).

## Состав мезорегиона
В мезорегион входят следующие микрорегионы:
1. Кампу-Гранди
2. Алту-Такари